# 杜瓦桑
杜瓦桑（法語：Doissin，法語發音：[dwasɛ̃]）是法国伊泽尔省的一个市镇，位于该省西北部，属于拉图尔迪潘区。

## 地理
杜瓦桑（45°29'59"N, 5°25'25"E）面积8.45 平方千米，位于法国奥弗涅-罗讷-阿尔卑斯大区伊泽尔省，该省份为法国东南部内陆省份，北起顺时针与安省、萨瓦省、上阿尔卑斯省、德龙省、阿尔代什省、卢瓦尔省和罗讷省。
与杜瓦桑接壤的市镇（或旧市镇、城区）包括：托尔舍弗隆、比奥勒、布朗丹、谢略、蒙塔尼约、蒙特勒韦、瓦勒德维里约。

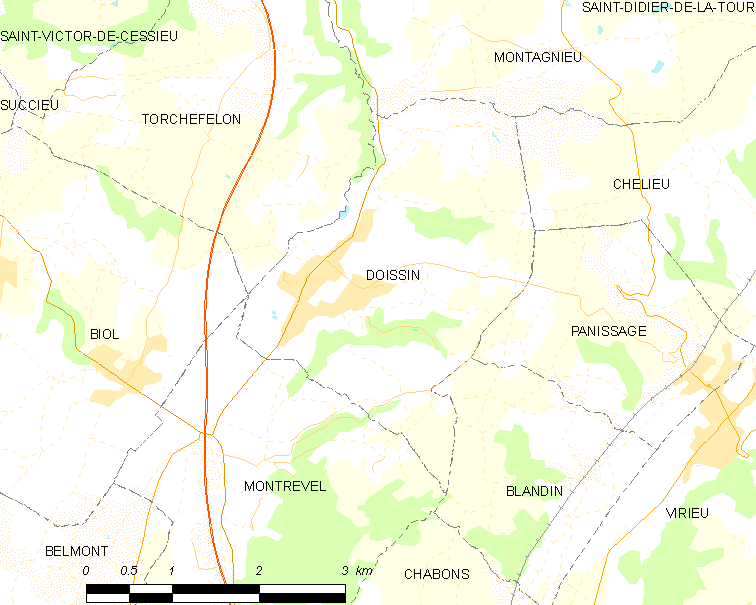
杜瓦桑的OSM定位图

杜瓦桑的时区为UTC+01:00、UTC+02:00（夏令时）。

## 行政
杜瓦桑的邮政编码为38730，INSEE市镇编码为38147。

## 政治
杜瓦桑所属的省级选区为大朗斯县。

## 人口

1962-2008年间杜瓦桑人口变化图示

杜瓦桑于2022年1月1日时的人口数量为879人。